# 601227 Ammann
601227 Ammann è un asteroide troiano del campo greco. Scoperto nel 2012, presenta un'orbita caratterizzata da un semiasse maggiore pari a 5,227874 UA e da un'eccentricità di 0,096161, inclinata di 8,170688° rispetto all'eclittica.
È dedicato allo sciatore svizzero Simon Ammann. 